# Rai 3

Logo bis Mai 2010

Rai 3 (bis Mai 2010 Rai Tre) ist das dritte italienische Fernsehprogramm, welches dem öffentlich-rechtlichen Radiotelevisione Italiana (RAI) angehört. 

## Geschichte
Sendebeginn war am 15. Dezember 1979 (damals rete 3 („Netz 3“) der RAI). Der Zuschauererfolg war zu Beginn gering. Der anfängliche Schwerpunkt lag bei kulturellen Themen, analog zum 3. Rundfunkprogramm radio 3 der RAI. Unter der damaligen Leitung von Angelo Guglielmi und Alessandro Curzi (PCI-Mitglied) entwickelte sich das Programm 1987 politisch nach links, was ihm den Spitznamen Telekabul (in Anspielung auf das damals kommunistische Afghanistan) eintrug. Gewerkschaftliche Themen und Berichte über Streiks waren in den Nachrichten häufige Aufmacher. In dieser Zeit galt das Programm RAI 1 tendenziell als ein Sprachrohr der Democrazia Cristiana (und der katholischen Kirche); RAI 2 galt als tendenziell PSI-freundlich. Einige RAI 3-Sendungen sprachen im Rahmen eines investigativen Journalismus umstrittene Themen an. 1999 kam es zu einer Neustrukturierung des Programms; die politische Orientierung nach links schwächte sich deutlich ab.
Rai Tre ist der einzige Fernsehkanal der Rai, der eine Lokalberichterstattung anbietet, die auf die italienischen Regionen (vergleichbar mit den deutschen Bundesländern) zugeschnitten ist. Schwerpunkte sind (Stand 2006) außerdem Bildungsprogramme, Sportübertragungen sowie Talk- und Quizshows. Silvio Berlusconi betitelte den Kanal im Wahlkampf 2006 während eines Live-Interviews als einen „von Linken unterwanderten Sender“ und als eine „Kriegsmaschine“, die es auf ihn und seine Regierung abgesehen habe.
In ganz Europa ist das Programm (wie die anderen RAI-Programme auch) über den Hotbird-Satelliten mit einem Receiver unverschlüsselt zu empfangen.

## Programm

### Informationssendungen
- TG3
- TG3 linea notte
- TGR (Regionalnachrichten, separate Nachrichtensendungen für jede der 20 italienischen Regionen; dazu kommen für Südtirol die Tagesschau auf Deutsch und TRaiL auf Ladinisch sowie für Friaul-Julisch Venetien TDD auf Slowenisch)
- Ballarò
- Primo Piano
- Doc3
- Report
- TeleCamere
- Presa Diretta
- TGR Buongiorno Italia
- TGR Buongiorno Regione

### Shows
- Agorà
- Blob
- Blu Notte – Misteri Italiani
- Che tempo che fa
- Chi l'ha visto?
- Cominciamo Bene
- Cose dell'altro Geo
- Elisir
- Gaia
- Geo & Geo
- La Grande Storia
- Mi manda Raitre
- Parla con me
- Super Quark
- Un Giorno in Pretura
- Ulisse – Il piacere della scoperta
- Vieni via con me

### Serien
- La Squadra
- Un Posto al Sole
- Ein Fall für zwei
- Desperate Housewives
- La strada per la felicità – Wege zum Glück

### Film
- Fuori orario. Cose (mai) viste (nächtliches Programm mit Filmen abseits des Mainstreams, einleitend kommentiert durch den Filmkritiker Enrico Ghezzi)